# 国際アニメーション映画協会
国際アニメーションフィルム協会（こくさいアニメーションフィルムきょうかい、英語: International Animated Film Association, フランス語: Association Internationale du Film d'Animation、ASIFA アシファ）は、1960年にフランスのアヌシーで設立された国際的な非営利団体。カナダのアニメーター、ノーマン・マクラレンなどの著名なアニメーション作家によって設立された。

## 概要
現在は世界各国に30以上の支部があり、支部の一つASIFAハリウッドでは、毎年アニー賞を選考している。
ASIFAの理事会は世界各国のアニメーション専門家で構成されており、ASIFAが後援するアニメーション映画祭で定期的に会合する。最も有名な映画祭は以下である。
- アヌシー国際アニメーション映画祭（フランス）
- オタワ国際アニメーションフェスティバル（カナダ）
- 広島国際アニメーションフェスティバル（日本、2020年に終了）
- ザグレブ国際アニメーション映画祭（クロアチア）

## 会長
- ノーマン・マクラレン (1960–1979年)[2]
- ジョン・ハラス（英語版） (1979–1988年)[3][4]
- ラウル・セルヴェ (1988–93年)
- ミッシェル・オスロ (1994–99年)[5]
- アビー・フェイジョ (1999–02年)

- トマス・レノルドナー (2002–04年)[6]
- ノウレディン・ザリンケルク（英語版） (2004–06年)
- 木下小夜子 (2006–2009年)[7]
- ネルソン・シン (2009–2012年)[8]
- エド・デロシュ (2013–2015年)[9]
- 木下小夜子 (2018–)

## 支部
- アルゼンチン
- オーストリア
- ボスニア・ヘルツェゴビナ
- カナダ
- カリブ海地域
- コロンビア
- エジプト（英語版）
- イングランド
- フランス
- ドイツ
- イラン
- イスラエル
- イタリア
- インド
- 日本
- ポーランド
- スイス
- ハリウッド（英語版）
- USA 中央
- USA 東
- USA アトランタ